# متنوعة كرسفية
متنوعة كرسفية (الاسم العلمي: Variovorax gossypii) هي نوع من البكتيريا، سلبية الغرام، تتبع جنس الملتهمة متغيرة.